# Hamílcar (batalla del Crimís)
Hamílcar (grec antic: Ἀμίλχαρ, llatí: Hamilcar) va ser un dels comandants del gran exèrcit cartaginès que Timoleont va derrotar en la batalla del Crimís, en el context de les guerres greco-púniques (segle iv aC).
Timoleont havia arribat a Sicília el 344 aC per socórrer els ciutadans de Siracusa, que, després d'haver fet fora els tirans Dionisi el Vell i Dionisi el Jove, restaven indefensos davant l'amenaça cartaginesa i desitjaven restituir la democràcia. Alliberada Siracusa, es dirigiren cap a l'oest, en territori cartaginès.
Mentrestant, Hamílcar i Hasdrúbal arribaren a Sicília, rellevant Magó, amb un exèrcit d'uns 40.000 homes (entre cartaginesos i mercenaris libis, ibers, celtes i lígurs) per fer front a l'exèrcit de Timoleont, que amb prou feines arribava als 10.000. Arribaren a Lilibèon, i d'allà s'encaminaren cap a Panorm.
Timoleont els sortí a camí, i els atacà cap al final de la primavera del 342 aC (o, alternativament, el 343 aC o el 339 aC) en el moment que l'exèrcit cartaginès travessava el riu Crimís. L'exèrcit grec els agafà per sorpresa, empenyent part de l'exèrcit cartaginès al riu i causant la fugida de la resta. La desfeta cartaginesa va ser total, i les restes de l'exèrcit retornaren a Lilibèon. No se sap què va passar amb Hamílcar, però és raonable que morís a la batalla. En cas que sobrevisqués, es podria tractar del mateix personatge que s'alià amb Agàtocles vint anys més tard.
Després de la desfeta del Crimís, Giscó agafà el relleu com a general de les operacions a Sicília.